# Trasa azjatycka AH1
Trasa azjatycka AH1 (ang. Asian Highway 1) – najdłuższa trasa azjatycka, mająca ponad 20,5 tys. km długości. Rozpoczyna się w Tokio, a swój bieg przez kraje wschodniej i południowej Azji kończy na granicy turecko-bułgarskiej. Na terenie Turcji AH1 pokrywa się z przebiegiem trasy europejskiej E80.

## Przebieg trasy

### Japonia
W listopadzie 2003 r. trasa została wydłużona o 1200-kilometrowy odcinek na terenie Japonii, w ciągu następujących tras:
- Autostrada Tokio C1 oraz Shibuya-Line (Tokijska autostrada nr 3)
- Autostrada Tōmei[3]: Tokio – Komaki
- Autostrada Meishin: Komaki – Kyōto – Suita
- Autostrada Chūgoku: Suita – Kōbe
- Autostrada San’yō: Kōbe – Hiroshima – Yamaguchi
- Autostrada Chūgoku: Yamaguchi – Shimonoseki
- Autostrada Kanmon (Most Kanmon): Shimonoseki – Kitakyūshū
- Autostrada Kyūshū: Kitakyūshū – Fukuoka
- Autostrada Fukuoka 4 oraz Autostrada Fukuoka 1 (Fukuoka)

Z Fukuoki trasa AH1 poprzez linię promową biegnie do południowokoreańskiego miasta Pusan. Istnieje projekt stałego połączenia tych państw przy pomocy podmorskiego tunelu.

### Korea Południowa
Przebieg AH1 zasadniczo pokrywa się z trasą autostrady Gyeongbu.
- Autostrada nr 1 (Gyeongbu): Pusan – Gyeongju – Daegu – Daejeon – Seul
- Droga krajowa nr 1: Seul – Panmundżom (Koreańska Strefa Zdemilitaryzowana)

### Korea Północna
- Panmundżom – Kaesŏng
- Autostrada Pjongjang-Kaesong: Kaesong – Pjongjang
- Autostrada Pjongjang-Sinuiju (w budowie): Pjongjang – Sinŭiju

### Wietnam
- Droga krajowa nr 1A: Ho Chi Minh – Biên Hoà – Nha Trang – Hội An – Đà Nẵng – Huế – Đông Hà – Đồng Hới – Vinh – Hanoi
- Droga krajowa nr 22: Mộc Bài – Ho Chi Minh
- Droga krajowa nr 279: Đồng Đăng – Hữu Nghị Quan
- Droga krajowa nr 51: ogałęzienie relacji Biên Hoà – Vũng Tàu

### Kambodża
- Droga krajowa nr 1: Bavet – Phnom Penh
- Droga krajowa nr 5: Phnom Penh – Paôypêt

### Tajlandia
- Droga krajowa nr 33: Aranyaprathet – Kabin Buri – Hin Kong
- Droga krajowa nr 1: Hin Kong – Bang Pa In
  - odgałęzienie: Bang Pa In – Bangkok
- Droga krajowa nr 32: Bang Pa In – Chai Nat
- Droga krajowa nr 1: Chai Nat – Tak
- Droga krajowa nr 12: Tak – Mae Sot

### Mjanma
- Droga krajowa nr 8: Myawaddy – Payagyi
- Droga krajowa nr 1: Payagyi – Miktila – Mandalaj – Tamu
  - odgałęzienie: Payagyi – Rangun

### Indie
wschodnia część kraju:
- Droga krajowa nr 75: Moreh – Imphal – Kohima – Dimapur
- Droga krajowa nr 36: Dimapur – Nagaon
- Droga krajowa nr 37: Nagaon – Jorabat – Guwahati
- Droga krajowa nr 40: Jorabat – Shillong – Dawki

### Bangladesz
- Droga krajowa N2: Tamabil – Srihotto – Katchpur – Dhaka
- Droga krajowa N4: Dhaka – Tangail
- Droga krajowa N405: Tangail – Kamarkhanda
- Droga krajowa N704 Kamarkhanda – Dźoszohor
- Droga krajowa N706 Dźoszohor – Benapole[4]

### Indie
zachodnia część kraju:
- Droga krajowa nr 35: Petrapole – Barasat
- Droga krajowa nr 34: Barasat – Kolkata
- Droga krajowa nr 2: Kolkata – Barhi – Kanpur – Agra – Nowe Delhi
- Droga krajowa nr 1: Nowe Delhi – Attari

### Pakistan
- Droga krajowa N1 (Grand Trunk Road): Wagah – Lahaur
- Autostrada M2: Lahaur – Islamabad
- Autostrada M1: Islamabad – Peszawar
- Droga krajowa N5: Peszawar – Torkham
- Przełęcz Chajberska

### Afganistan
- Przełęcz Chajberska
- Droga A01 (Ring Road): Torkham – Dżalalabad – Kabul – Kandahar – Dilaram – Herat – Islam Qala

### Iran
- Droga krajowa nr 36: Islam Qala – Taybad
- Droga krajowa nr 97: Taybad – Sang Bast
- Droga krajowa nr 44: Sang Bast – Shahrood – Damghan – Semnan (miasto) – Teheran
- Autostrada nr 2: Teheran – Qazvin – Tebriz
- Droga krajowa nr 32: Tebriz – Bazargan

### Turcja
przebieg AH1 jest wspólny z fragmentem trasy europejskiej E80:
- Droga D100: Gürbulak – Doğubayazıt – Aşkale
- Droga D200: Refahiye – Sivas – Ankara
- Autostrada O4: Ankara – Gerede – Stambuł
- Autostrada O2: Stambuł
- Autostrada O3: Stambuł – Edirne (granica z Bułgarią, koniec AH1)